# Percina nasuta
Percina nasuta är en fiskart som först beskrevs av Reeve M. Bailey, 1941.  Percina nasuta ingår i släktet Percina och familjen abborrfiskar. IUCN kategoriserar arten globalt som nära hotad. Inga underarter finns listade i Catalogue of Life.